# Jimmy Luv
Guilherme Serpa (São Paulo, 26 de abril de 1973), mais conhecido como Jimmy Luv, é cantor, MC e produtor brasileiro.

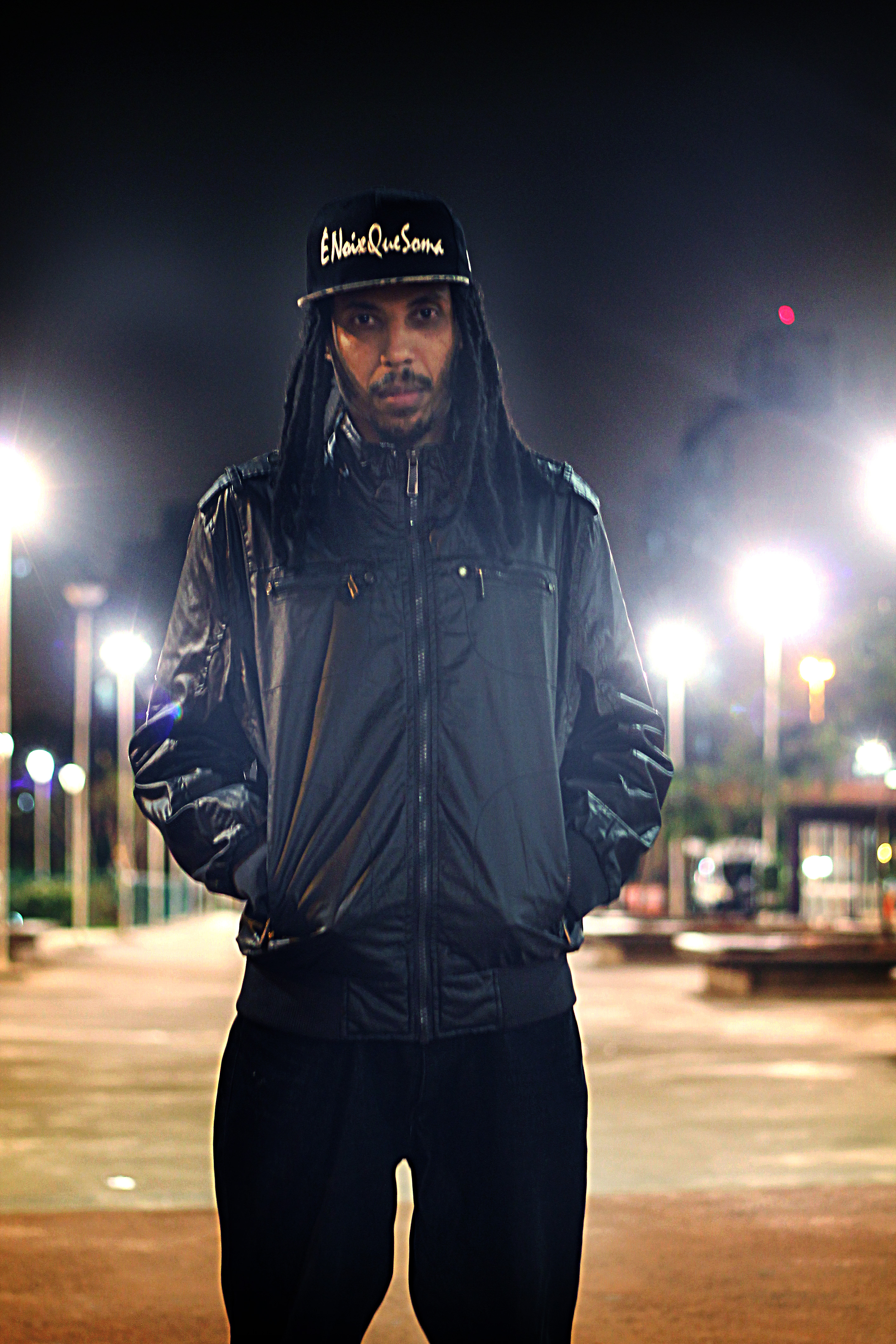
Jimmy Luv na Praça Roosevelt, 2013

## Biografia
Jimmy Luv é MC e produtor. Seu estilo passa pelo reggae, ragga, rap e bass music.
Nasceu em São Paulo mas durante sua adolescência foi morar no Rio de Janeiro, onde foi se desenvolvendo como um MC versátil e em 1996 acabou sendo convidado a integrar a banda The Funk Fuckers. No ano seguinte fecharam contrato com a BMG e lançaram o cd “Bailão Classe A”. Em '99 deixa a banda e forma o Enganjaduz, projeto pioneiro que misturava rap e ragga. Em 2001 voltou a morar em São Paulo onde continuou à frente do Enganjaduz e no ano seguinte formou a Família 7 Velas, a 1ª crew de cantores de ragga do Brasil. Em 2003 a gravadora Sky Blue lançou o cd “Igual Você Nunca Viu” do Enganjaduz, que trazia entre as várias participações o lendário Bezerra da Silva.
A partir de 2005 passou a fazer cada vez mais apresentações por todas as regiões do Brasil e também a fazer colaborações com diversos projetos e produtores.
Na oitava edição do Prêmio Hutúz (2007) foi um dos 5 indicados ao Prêmio de Produtor Revelação. Em julho de 2008 foi convidado a representar o Brasil no 1FLED (1º Festival Latinoamericano Estilo Deejay) no Niceto Club em Buenos Aires/Argentina.[carece de fontes?] Em agosto de 2009 foi um dos 5 indicados ao prêmio VMB da MTV na categoria Reggae.
Produziu em 2007 a 1ª coletânea de um riddim de dancehall nacional (”Meia-Noite Riddim”); no final de 2008 fez a 1ª mixtape de ragga nacional (”Dancehall Brasil”); e em 2011 fez a 1ª mixtape de dancehall nacional só com mulheres (“Elas São 13”).
Como cantor lançou 2 cds pelo selo K-Rootz, “Reggae Seu Coração” (2005) e “Taca Mais Fogo!” (2007); disponibilizou por download músicas em diversos riddims e beats e participou de vários cds e mixtapes.
Depois de anos sem lançar nada oficial, em 2013 está voltando com seu novo trabalho, o EP "Isso É Só O Começo", uma pancada sonora produzida por ele mesmo e mixada/adubada por Buguinha Dub.
Jimmy faz shows com DJ ou com bandas de apoio e também faz parte, como MC, do coletivo Dirty Kidz Gang.

## Carniça de Bode
No segundo semestre de 2021 Jimmy Luv resolve inovar e surpreendentemente cria um novo projeto de hardcore, metal e crossover, a banda Carniça de Bode. No dia 27 de agosto foi lançado o primeiro EP da banda nas plataformas digitais chamado "Baile Macabro" com 6 faixas em português, Jimmy Luv produziu, cantou e gravou as guitarras deste trabalho, a banda ainda conta com Rica Silveira no baixo, Guilherme Gordon da tradicional banda punk Lobotomia na guitarra e Tony Losito ex-Gritando HC na bateria.

## Discografia
- 2005 - Jimmy Luv - "Reggae Seu Coração" (K-Rootz)
- 2007 - Jimmy Luv - "Taca Mais Fogo" (K-Rootz)

### Coletâneas
- 2005 - "Circuito Reggae 7" (na faixa "Reggae Seu Coração") (K-Rootz)
- 2007 - "Circuito Reggae 12" (na faixa "Torre de Babel") (K-Rootz)
- 2008 - "Circuito Reggae 13" (na faixa "Uma Atitude Séria") (K-Rootz)
- 2012 - "Reggae Rua Vol. 1" (na faixa "Taca Mais Fogo - Dubalizer version") (independente)

### Outros Projetos
- 1997 - The Funk Fuckers - "Bailão Classe A" (SuperDemo/BMG)
- 2003 - Enganjaduz - "Igual Você Nunca Viu" (Sky Blue)
- 2005 - Echo Sound System - "Tempo Vai Dizer" (nas faixas "Vampire", "Todos Um", "Replay") (ST2 Recs)
- 2006 - Digitaldubs – "Brasil Riddims 1" (na faixa "Bonde Sinistro") (Muzamba)
- 2012 - Dubalizer - "Dubvibz" (na faixa "Taca Mais Fogo") (independente)
- 2012 - Blanka Krew - "Trapical EP" (download digital)
- 2021 - Carniça de Bode - "Baile Macabro EP" (digital)